# 夸爾斯 (密蘇里州)
夸爾斯（英語：Quarles）是位於美國密蘇里州亨利縣的非建制地區。

## 歷史
夸爾斯的郵局於1886年設立，其後於1901年停運。

## 地理
夸爾斯所處的海拔為高於海平面271米（即889英呎），而該地所採用的時區為UTC-6，即北美中部時區（CST）。同時該地設有夏令時間，為UTC-6調快一小時，即UTC-5（CDT）。